# تومويا كوياماتسو
تومويا كوياماتسو (باليابانية: 小屋松 知哉) (24 أبريل 1995 في كيوتو في اليابان – )؛ هو لاعب كرة قدم ياباني سابق كان يلعب كلاعب وسط.

## وصلات خارجية
- تومويا كوياماتسو على موقع رابطة كرة القدم اليابانية للمحترفين (اليابانية)
- تومويا كوياماتسو على موقع إي إس بي إن إف سي (الإنجليزية)
- تومويا كوياماتسو على موقع قاعدة بيانات كرة القدم.إي يو (الإنجليزية)
- تومويا كوياماتسو على موقع Soccerway.com (الإنجليزية)
- تومويا كوياماتسو على موقع عالم كرة القدم.نت (الإنجليزية)
- تومويا كوياماتسو على موقع كووورة